# 道格敦 (迪卡爾布縣)
道格敦（英語：Dogtown）是一個位於美國阿拉巴馬州迪卡爾布縣的非建制地區。該地的面積和人口皆未知。

## 地理
道格敦的座標為34°21′10″N 85°44′13″W / 34.35277°N 85.73694°W，而該地最高點為海拔高度414米（即1358英尺）。